# 奄美市
奄美市（あまみし）は、南西諸島中央部の鹿児島県奄美群島の奄美大島に位置する市。奄美群島振興開発特別措置法の適用区域にあたる。2006年3月20日に名瀬市、大島郡笠利町、住用村との合併により発足、奄美大島ないし鹿児島県離島部の経済・産業の中核を担っている。

## 概要

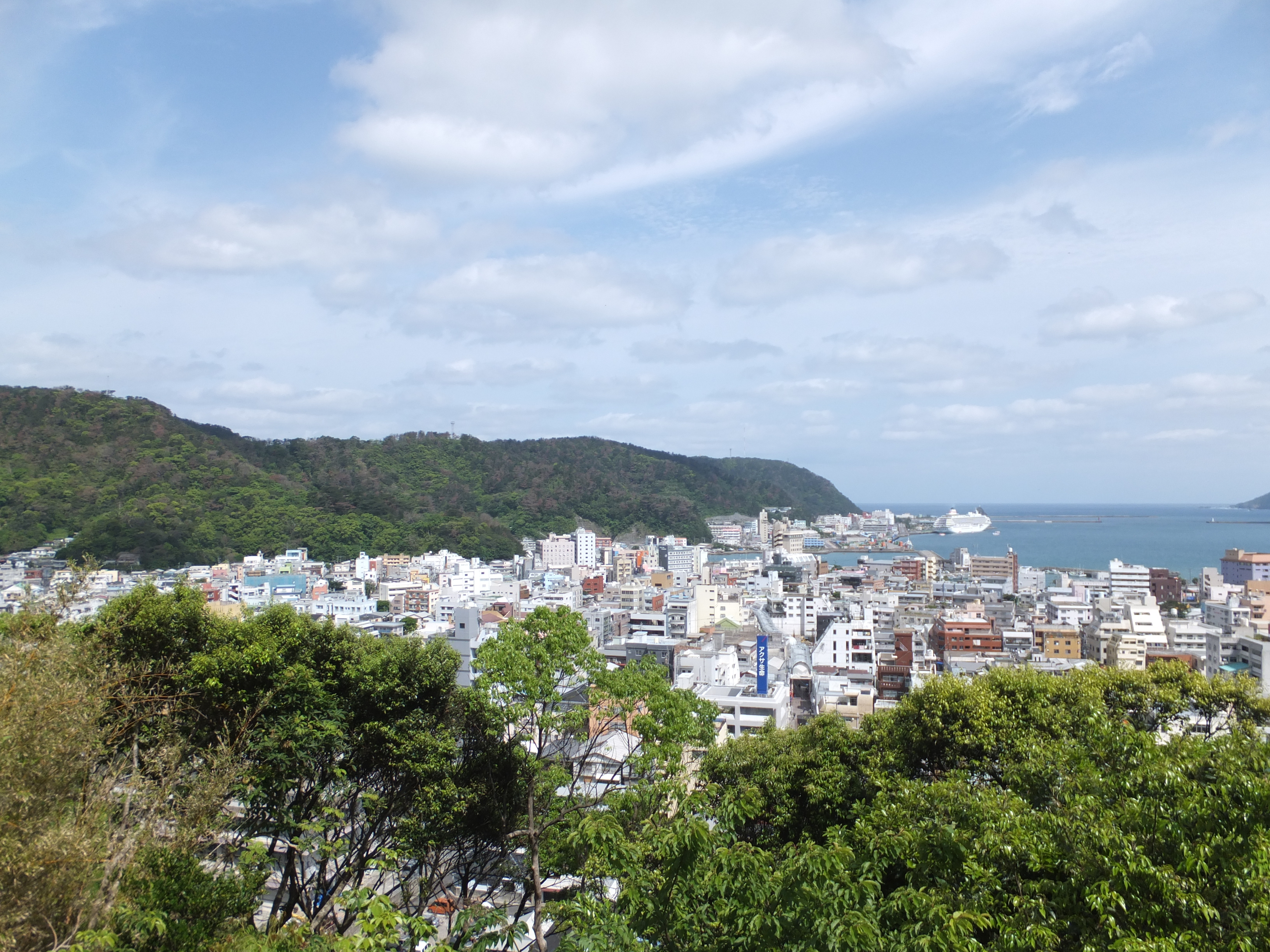
奄美市の中心市街地：名瀬

人口・経済共に鹿児島県の離島自治体で最大規模を有する。

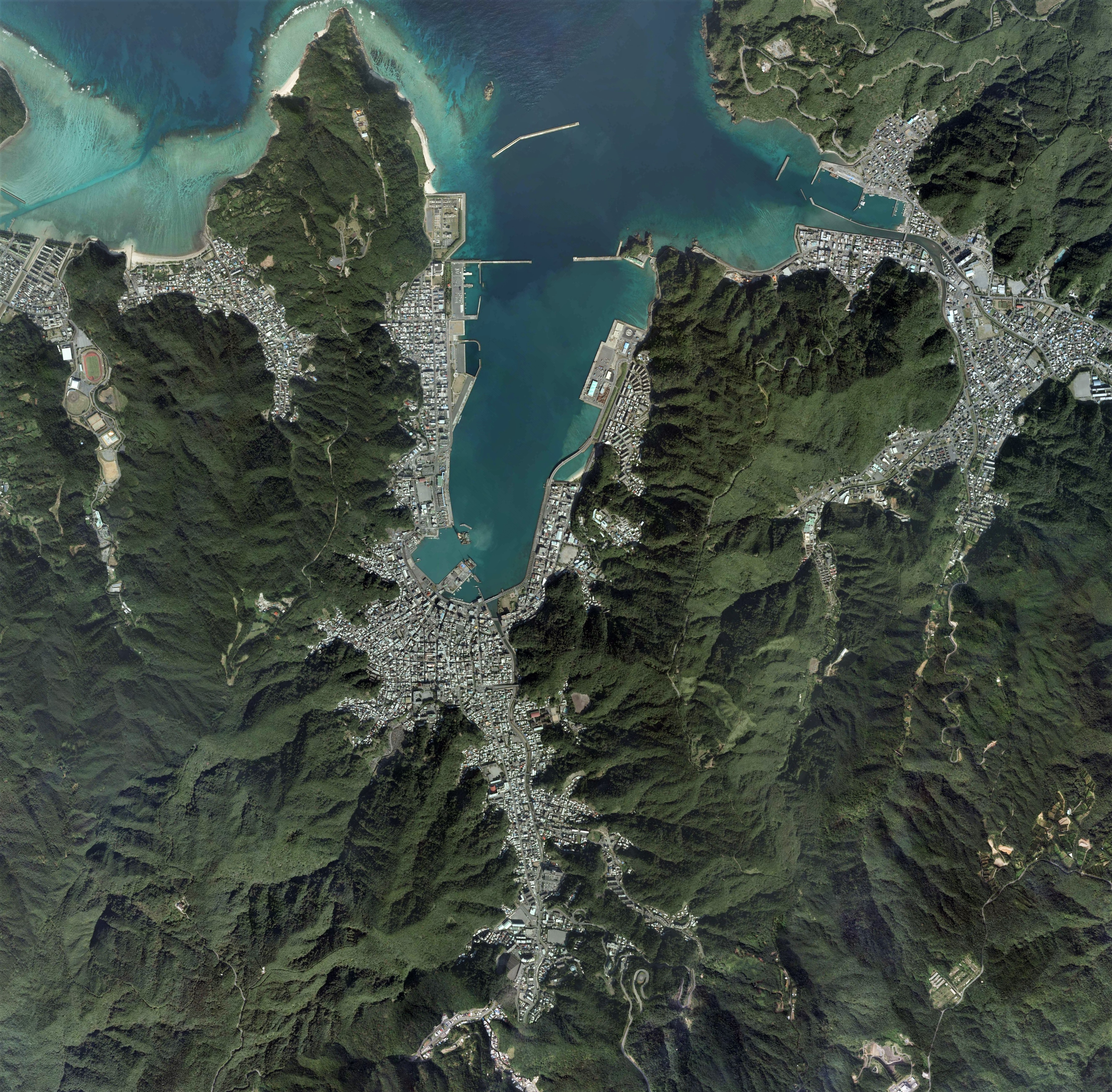
名瀬地区中心部周辺の空中写真。
2008年11月26日撮影の21枚を合成作成。。

### 位置
奄美大島の中部から北部にかけてを占め、北は東シナ海、南は太平洋に面する。北端の笠利町地区は大島郡龍郷町をはさんだ飛地となっている。
中心地の名瀬港から鹿児島港までは航路距離で383km。

### 気候
高温多湿で降水量も多く、亜熱帯性の気候となっている。
1999年 (平成11年) 3月26日に名瀬測候所で観測した最高気温30.4°Cは、日本国内での3月の史上最高気温である。
- 気温 - 最高37.3℃（1960年（昭和35年）7月9日）、最低3.1℃（1901年（明治34年）2月12日）
- 最大日降水量 - 622.0ミリ（2010年（平成22年）10月20日）
- 最大瞬間風速 - 78.9メートル（1970年（昭和45年）8月13日）
- 夏日最多日数 - 219日（2024年（令和6年））
- 真夏日最多日数 - 115日（1956年（昭和31年））
- 猛暑日最多日数 - 13日（1942年（昭和17年）、2024年（令和6年））
- 熱帯夜最多日数 - 100日（2016年（平成28年））
- 冬日最多日数 - 0日（1931年（昭和6年） - ）

| 名瀬測候所（奄美市名瀬港町、標高3m）の気候              | 名瀬測候所（奄美市名瀬港町、標高3m）の気候 | 名瀬測候所（奄美市名瀬港町、標高3m）の気候 | 名瀬測候所（奄美市名瀬港町、標高3m）の気候 | 名瀬測候所（奄美市名瀬港町、標高3m）の気候 | 名瀬測候所（奄美市名瀬港町、標高3m）の気候 | 名瀬測候所（奄美市名瀬港町、標高3m）の気候 | 名瀬測候所（奄美市名瀬港町、標高3m）の気候 | 名瀬測候所（奄美市名瀬港町、標高3m）の気候 | 名瀬測候所（奄美市名瀬港町、標高3m）の気候 | 名瀬測候所（奄美市名瀬港町、標高3m）の気候 | 名瀬測候所（奄美市名瀬港町、標高3m）の気候 | 名瀬測候所（奄美市名瀬港町、標高3m）の気候 | 名瀬測候所（奄美市名瀬港町、標高3m）の気候 |
| 月                                                      | 1月                                        | 2月                                        | 3月                                        | 4月                                        | 5月                                        | 6月                                        | 7月                                        | 8月                                        | 9月                                        | 10月                                       | 11月                                       | 12月                                       | 年                                         |
| ------------------------------------------------------- | ------------------------------------------ | ------------------------------------------ | ------------------------------------------ | ------------------------------------------ | ------------------------------------------ | ------------------------------------------ | ------------------------------------------ | ------------------------------------------ | ------------------------------------------ | ------------------------------------------ | ------------------------------------------ | ------------------------------------------ | ------------------------------------------ |
| 最高気温記録 °C （°F）                                  | 28.1 (82.6)                                | 28.2 (82.8)                                | 30.4 (86.7)                                | 32.1 (89.8)                                | 33.7 (92.7)                                | 36.3 (97.3)                                | 37.3 (99.1)                                | 36.9 (98.4)                                | 34.9 (94.8)                                | 33.0 (91.4)                                | 31.0 (87.8)                                | 28.6 (83.5)                                | 37.3 (99.1)                                |
| 平均最高気温 °C （°F）                                  | 17.7 (63.9)                                | 18.3 (64.9)                                | 20.4 (68.7)                                | 23.1 (73.6)                                | 26.2 (79.2)                                | 29.4 (84.9)                                | 32.3 (90.1)                                | 32.0 (89.6)                                | 30.4 (86.7)                                | 27.0 (80.6)                                | 23.5 (74.3)                                | 19.6 (67.3)                                | 25.0 (77)                                  |
| 日平均気温 °C （°F）                                    | 15.0 (59)                                  | 15.3 (59.5)                                | 17.1 (62.8)                                | 19.8 (67.6)                                | 22.8 (73)                                  | 26.2 (79.2)                                | 28.8 (83.8)                                | 28.5 (83.3)                                | 27.0 (80.6)                                | 23.9 (75)                                  | 20.4 (68.7)                                | 16.7 (62.1)                                | 21.8 (71.2)                                |
| 平均最低気温 °C （°F）                                  | 12.2 (54)                                  | 12.4 (54.3)                                | 14.1 (57.4)                                | 16.7 (62.1)                                | 19.8 (67.6)                                | 23.6 (74.5)                                | 26.0 (78.8)                                | 26.0 (78.8)                                | 24.3 (75.7)                                | 21.2 (70.2)                                | 17.6 (63.7)                                | 13.9 (57)                                  | 19.0 (66.2)                                |
| 最低気温記録 °C （°F）                                  | 4.4 (39.9)                                 | 3.1 (37.6)                                 | 4.7 (40.5)                                 | 6.6 (43.9)                                 | 9.4 (48.9)                                 | 13.9 (57)                                  | 18.8 (65.8)                                | 19.6 (67.3)                                | 15.3 (59.5)                                | 11.2 (52.2)                                | 8.2 (46.8)                                 | 6.1 (43)                                   | 3.1 (37.6)                                 |
| 降水量 mm （inch）                                      | 184.1 (7.248)                              | 161.6 (6.362)                              | 210.1 (8.272)                              | 213.9 (8.421)                              | 278.1 (10.949)                             | 427.4 (16.827)                             | 214.9 (8.461)                              | 294.4 (11.591)                             | 346.0 (13.622)                             | 261.3 (10.287)                             | 173.6 (6.835)                              | 170.4 (6.709)                              | 2,935.7 (115.579)                          |
| 平均降水日数 （≥0.5 mm）                                | 17.4                                       | 15.6                                       | 16.1                                       | 14.1                                       | 15.3                                       | 17.7                                       | 12.0                                       | 15.3                                       | 16.5                                       | 14.5                                       | 12.5                                       | 15.6                                       | 182.7                                      |
| % 湿度                                                  | 68                                         | 70                                         | 70                                         | 73                                         | 77                                         | 80                                         | 77                                         | 78                                         | 78                                         | 75                                         | 72                                         | 69                                         | 74                                         |
| 平均月間日照時間                                        | 58.7                                       | 63.3                                       | 89.3                                       | 110.6                                      | 122.8                                      | 116.4                                      | 199.2                                      | 176.3                                      | 135.0                                      | 107.9                                      | 86.1                                       | 66.5                                       | 1,332.1                                    |
| 出典：気象庁 (平均値：1991年-2020年、極値：1896年-現在) |                                            |                                            |                                            |                                            |                                            |                                            |                                            |                                            |                                            |                                            |                                            |                                            |                                            |

### 地域

#### 名瀬
「名瀬」という地名の由来には魚瀬（ナゼ）、空地（ナージ）、大島の中地（ナージ）などの説があるが定かではない。
全域、町・大字名の前に「名瀬」を冠している。
まず、名瀬市が三方村と合併した時の大字は以下の通りである。
旧名瀬市
- 伊津部
- 金久

旧三方村
- 朝戸
- 朝仁
- 芦花部
- 有屋
- 有良
- 伊津部勝
- 浦上
- 小宿
- 小湊
- 崎原(合併時に名瀬勝から独立)
- 大熊
- 知名瀬
- 仲勝
- 名瀬勝
- 西仲勝
- 根瀬部

その後、町名設置が行われた。以下、年ごとに列挙する。()内は旧大字名。なお、これまでに大字伊津部・金久は消滅している。
1958年
- 伊津部町(伊津部)
- 入舟町(金久)
- 幸町(金久)
- 末広町(金久)
- 港町(金久)
- 柳町(金久)
- 金久町(伊津部)

1966年
- 安勝町(伊津部)
- 春日町(伊津部)
- 小浜町(伊津部)
- 小俣町(伊津部)
- 佐大熊町(伊津部)
- 平田町(伊津部)
- 真名津町(伊津部)
- 石橋町(金久)
- 井根町(金久)
- 久里町(金久)
- 塩浜町(金久)
- 永田町(金久)
- 古田町(金久)
- 矢之脇町(金久)

1972年
- 長浜町(金久)

1976年
- 鳩浜町(大熊)

1977年
- 朝仁新町(朝仁)
- 朝仁町(朝仁)

1990年代～2000年代前半?
- 浜里町(小宿)
- 平松町(小宿)

1998年
- 朝日町(大熊)
- 有屋町(有屋)
- 浦上町(浦上)
- 仲勝町(仲勝)

2001年
- 和光町(有屋)

2011年(奄美市発足後)
- 大熊町(大熊)

#### 笠利町
全域、大字名の前に「笠利町」を冠している。
- 宇宿
- 笠利
- 川上
- 喜瀬
- 里
- 佐仁
- 須野
- 節田
- 外金久
- 平
- 手花部
- 中金久
- 辺留
- 万屋
- 屋仁
- 用
- 用安
- 和野

#### 住用町
全域、大字名の前に「住用町」を冠している。
- 石原
- 市
- 神屋
- 川内
- 城
- 摺勝
- 西仲間
- 東仲間
- 見里
- 役勝
- 山間
- 和瀬

### 人口
| |                                        |  |
| 奄美市と全国の年齢別人口分布（2005年） | 奄美市の年齢・男女別人口分布（2005年） |  |
| ■紫色 ― 奄美市 ■緑色 ― 日本全国 | ■青色 ― 男性 ■赤色 ― 女性              |  |
| 奄美市（に相当する地域）の人口の推移 \| 1970年（昭和45年） \| 57,278人 \| \| \| 1975年（昭和50年） \| 58,257人 \| \| \| 1980年（昭和55年） \| 60,052人 \| \| \| 1985年（昭和60年） \| 60,455人 \| \| \| 1990年（平成2年） \| 56,026人 \| \| \| 1995年（平成7年） \| 53,410人 \| \| \| 2000年（平成12年） \| 51,898人 \| \| \| 2005年（平成17年） \| 49,617人 \| \| \| 2010年（平成22年） \| 46,121人 \| \| \| 2015年（平成27年） \| 43,156人 \| \| \| 2020年（令和2年） \| 41,390人 \| \| |                                        |  |
| 総務省統計局 国勢調査より |                                        |  |
| 1970年（昭和45年） | 57,278人                               |  |
| 1975年（昭和50年） | 58,257人                               |  |
| 1980年（昭和55年） | 60,052人                               |  |
| 1985年（昭和60年） | 60,455人                               |  |
| 1990年（平成2年） | 56,026人                               |  |
| 1995年（平成7年） | 53,410人                               |  |
| 2000年（平成12年） | 51,898人                               |  |
| 2005年（平成17年） | 49,617人                               |  |
| 2010年（平成22年） | 46,121人                               |  |
| 2015年（平成27年） | 43,156人                               |  |
| 2020年（令和2年） | 41,390人                               |  |

### 隣接する自治体
鹿児島県
- 大島郡:龍郷町･瀬戸内町･宇検村･大和村

## 歴史
- 657年（斉明天皇3年）- 『日本書紀』の条に「海見（あまみ）島」と見えるのが初見。
- 古代には遣唐使南路の中継地として古代国家と接触があったが、郡郷は設置されなかった。
- 中世には按司（あじ）が発生、15世紀に琉球王国の支配下に入る。
- 1609年（慶長14年）- 薩摩藩の琉球征服。
- 1611年（慶長16年）- 薩摩藩の直轄地となった。

### 沿革
- 2006年（平成18年）3月20日 - 名瀬市・大島郡笠利町・住用村が合併し発足。同日に奄美市民憲章を制定した。
- 2021年（令和3年）3月20日 - 合併15周年を記念し「奄美市民歌 〜輝く未来へ〜」を制定。

※旧3市町村の沿革については各々の項目を参照のこと。

## 行政

### 市長
歴代市長
- 市長：安田壮平（2021年12月1日就任、1期）[5]

| 代    | 氏名     | 就任年月日    | 退任年月日     |
| ----- | -------- | ------------- | -------------- |
| 初代  | 平田隆義 | 2006年4月23日 | 2009年11月30日 |
| 2-4代 | 朝山毅   | 2009年12月1日 | 2021年11月30日 |
| 5代   | 安田壮平 | 2021年12月1日 | 現職           |

### 役所
- 奄美市役所、名瀬総合支所、笠利総合支所、住用総合支所から成り、名瀬総合支所は本庁に包含されている。
  - 名瀬総合支所：奄美市名瀬幸町25番8号
  - 笠利総合支所：奄美市笠利町大字中金久141番地
  - 住用総合支所：奄美市住用町大字西仲間111番地

県機関
- 鹿児島県大島支庁
- 鹿児島県警察：奄美警察署

### 奄美市民憲章
誇りある奄美市民の幸福と前進のために
1. わたしたち奄美市民は、きまりを守り住みよいまちをつくります。
2. わたしたち奄美市民は、助け合いぬくもりのあるまちをつくります。
3. わたしたち奄美市民は、健康で明るいまちをつくります。
4. わたしたち奄美市民は、教養を高め伸びゆくまちをつくります。
5. わたしたち奄美市民は、よく働き豊かなまちをつくります。

## 議会

### 市議会
- 定数：22人
- 任期：2019年11月20日 - 2023年11月19日
- 議長：西公郎（自民党新政会）
- 副議長：橋口耕太郎（公明党）

### 衆議院
- 選挙区：鹿児島2区（鹿児島市の一部、枕崎市、指宿市、南さつま市、奄美市、南九州市、大島郡）
- 任期：2021年10月31日 - 2025年10月30日
- 投票日：2021年10月31日
- 当日有権者数：337,186人
- 投票率：58.58％

| 当落 | 候補者名   | 年齢 | 所属党派   | 新旧別 | 得票数   | 重複 |
| ---- | ---------- | ---- | ---------- | ------ | -------- | ---- |
| 当   | 三反園訓   | 63   | 無所属     | 新     | 92,614票 |      |
|      | 金子万寿夫 | 74   | 自由民主党 | 前     | 80,469票 |      |
|      | 松崎真琴   | 63   | 日本共産党 | 新     | 21,084票 | ○    |

## 国家機関

### 法務省
- 鹿児島地方法務局奄美支局
- 鹿児島刑務所大島拘置支所
- 鹿児島保護観察所奄美駐在官事務所

検察庁
- 鹿児島地方検察庁名瀬支部、名瀬区検察庁

### 財務省
- 九州財務局鹿児島財務事務所名瀬出張所
- 長崎税関鹿児島税関支署名瀬監視署

国税庁
- 熊本国税局大島税務署

### 厚生労働省
- 鹿児島労働局名瀬公共職業安定所
- 鹿児島労働局名瀬労働基準監督署

社会保険庁
- 日本年金機構奄美大島年金事務所

### 農林水産省
- 九州農政局鹿児島農政事務所奄美統計・情報センター
- 門司植物防疫所名瀬支所

林野庁
- 九州森林管理局鹿児島森林管理署名瀬森林事務所

### 国土交通省
- 九州地方整備局鹿児島港湾・空港整備事務所名瀬港出張所
- 九州運輸局鹿児島運輸支局奄美自動車検査登録事務所
- 大阪航空局奄美空港出張所
- 大阪航空局名瀬航空路監視レーダー事務所

海上保安庁
- 第十管区海上保安本部奄美海上保安部

気象庁
- 鹿児島地方気象台名瀬測候所
- 福岡管区気象台福岡航空地方気象台奄美航空気象観測所

### 環境省
- 九州地方環境事務所奄美自然保護官事務所

### 防衛省
自衛隊
- 自衛隊鹿児島地方協力本部奄美大島駐在員事務所
- 陸上自衛隊奄美駐屯地（奄美警備隊他）
- 航空自衛隊奄美大島分屯基地（奄美通信隊）

### 裁判所
- 鹿児島地方裁判所名瀬支部、鹿児島家庭裁判所名瀬支部、名瀬簡易裁判所

## 施設
- 大浜海浜公園(奄美海洋展示館)

### 警察
本部
- 鹿児島県警察 奄美警察署

交番
- 屋仁川交番（奄美市名瀬柳町11番31号）
- 四谷交番（奄美市名瀬真名津町5番7号）

駐在所
- 小湊駐在所（奄美市名瀬大字小湊264番地11）
- 鳩浜駐在所（奄美市名瀬鳩浜町105番地）
- 小宿駐在所（奄美市名瀬平松町244番地）
- 笠利駐在所（奄美市笠利町大字笠利124番地）
- 赤木名駐在所（奄美市笠利町大字里420番地1）
- 節田駐在所（奄美市笠利町大字節田1727番地18）
- 住用駐在所（奄美市住用町大字西仲間88番地）

派出所
- 奄美空港警備派出所（奄美市笠利町大字和野374番地4）

### 消防
本部
- 大島地区消防組合消防本部

消防署
- 奄美市名瀬消防署(旧名瀬消防署)
- 笠利消防分署
- 奄美空港消防分駐所
- 住用消防分駐所

### 医療
主な病院
- 奄美中央病院
- 大島郡医師会病院
- 県立大島病院
- 国立療養所奄美和光園
- 名瀬徳洲会病院
- 笠利病院

### 郵便
主な郵便局
- 名瀬郵便局（集配局）
- 赤木名郵便局（集配局）
- 笠利郵便局（集配局）
- 住用郵便局（集配局）
- 名瀬佐大熊郵便局
- 名瀬古田郵便局
- 永田橋郵便局
- 小宿郵便局
- 浦上郵便局
- 宇宿郵便局
- 屋仁郵便局
- 大島小湊郵便局
- 東城郵便局
- 市郵便局

簡易郵便局
- 名瀬平田簡易郵便局
- 名瀬長浜簡易郵便局
- 朝仁簡易郵便局
- 節田簡易郵便局
- 喜瀬簡易郵便局
- 佐仁簡易郵便局
（2014年4月1日一時閉鎖）
- 山間簡易郵便局

### 文化施設

#### 図書館
- 鹿児島県立奄美図書館

## 対外関係

### 姉妹都市･提携都市

#### 海外
- ナカドゥチェス（アメリカ合衆国 テキサス州）

#### 国内
- 西宮市（兵庫県）

## 経済

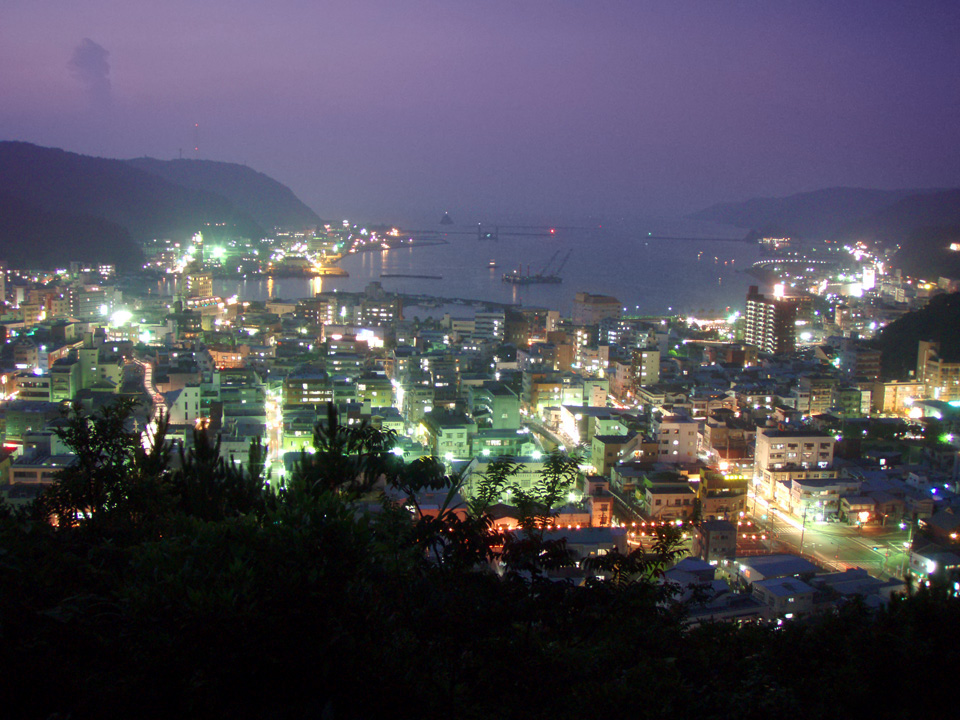
名瀬地区の夜景

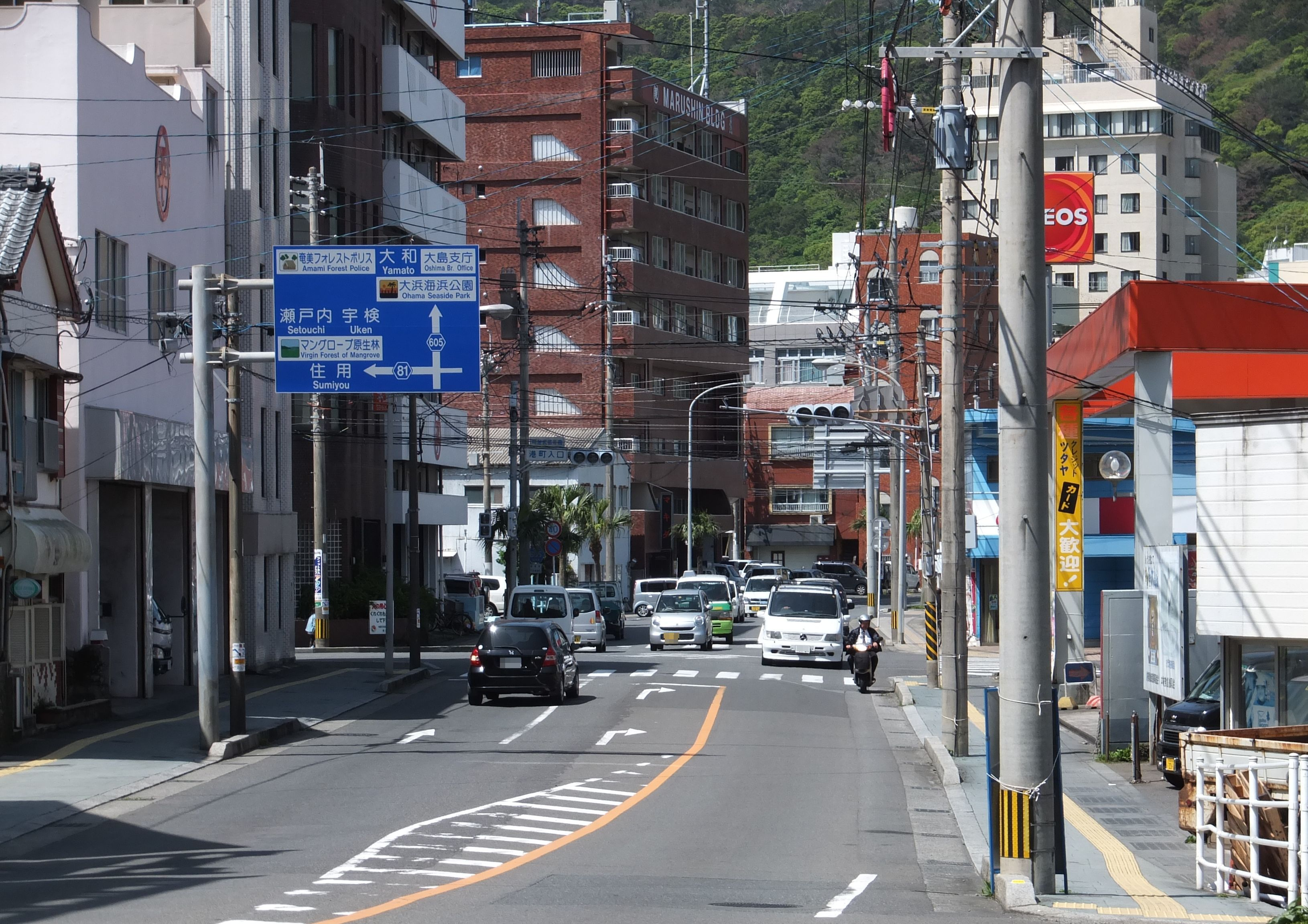
中心部風景

名瀬市街地は、本土並みの商業・公共施設が揃い、アーケード街等も充実している。また、ビジネスインキュベーションのICTプラザかさりなど起業支援施設がある。

### 商業
主な商業施設
- イオンプラザ大島店

主な商店街
- ティダモール中央通り

### 奄美市に本社を置く企業
- 奄美大島信用金庫
- 奄美信用組合
- マルエーフェリー
- 奄美空港ターミナルビル株式会社
- しまバス（旧道の島交通）
- 奄美大島開運酒造
- 西平酒造
- 西平本家
- ヤマア
- セントラル楽器
- グリーンストア
- ラ・ムール
- 竹山建設株式会社

## 教育

### 専修学校
- 奄美情報処理専門学校
- 奄美看護福祉専門学校

### 高等学校
県立
- 鹿児島県立奄美高等学校
- 鹿児島県立大島高等学校
- 鹿児島県立大島北高等学校

### 中学校
市立
- 奄美市立朝日中学校
- 奄美市立笠利中学校
- 奄美市立金久中学校
- 奄美市立小宿中学校

- 奄美市立名瀬中学校
- 奄美市立笠利中学校
- 奄美市立赤木名中学校
- 奄美市立住用中学校

### 小学校
市立
- 奄美市立朝日小学校
- 奄美市立奄美小学校
- 奄美市立伊津部小学校
- 奄美市立小湊小学校

- 奄美市立小宿小学校
- 奄美市立知根小学校
- 奄美市立名瀬小学校
- 奄美市立笠利小学校

- 奄美市立赤木名小学校
- 奄美市立節田小学校
- 奄美市立緑が丘小学校
- 奄美市立宇宿小学校

- 奄美市立手花部小学校
- 奄美市立屋仁小学校
- 奄美市立佐仁小学校
- 奄美市立住用小学校

### 小中併設校
市立
- 奄美市立市小中学校
- 奄美市立大川小中学校
- 奄美市立崎原小中学校
- 奄美市立芦花部小中学校
- 奄美市立東城小中学校
  - 和瀬分校

### 自動車学校
- 奄美自動車学校

## 交通

### 空港

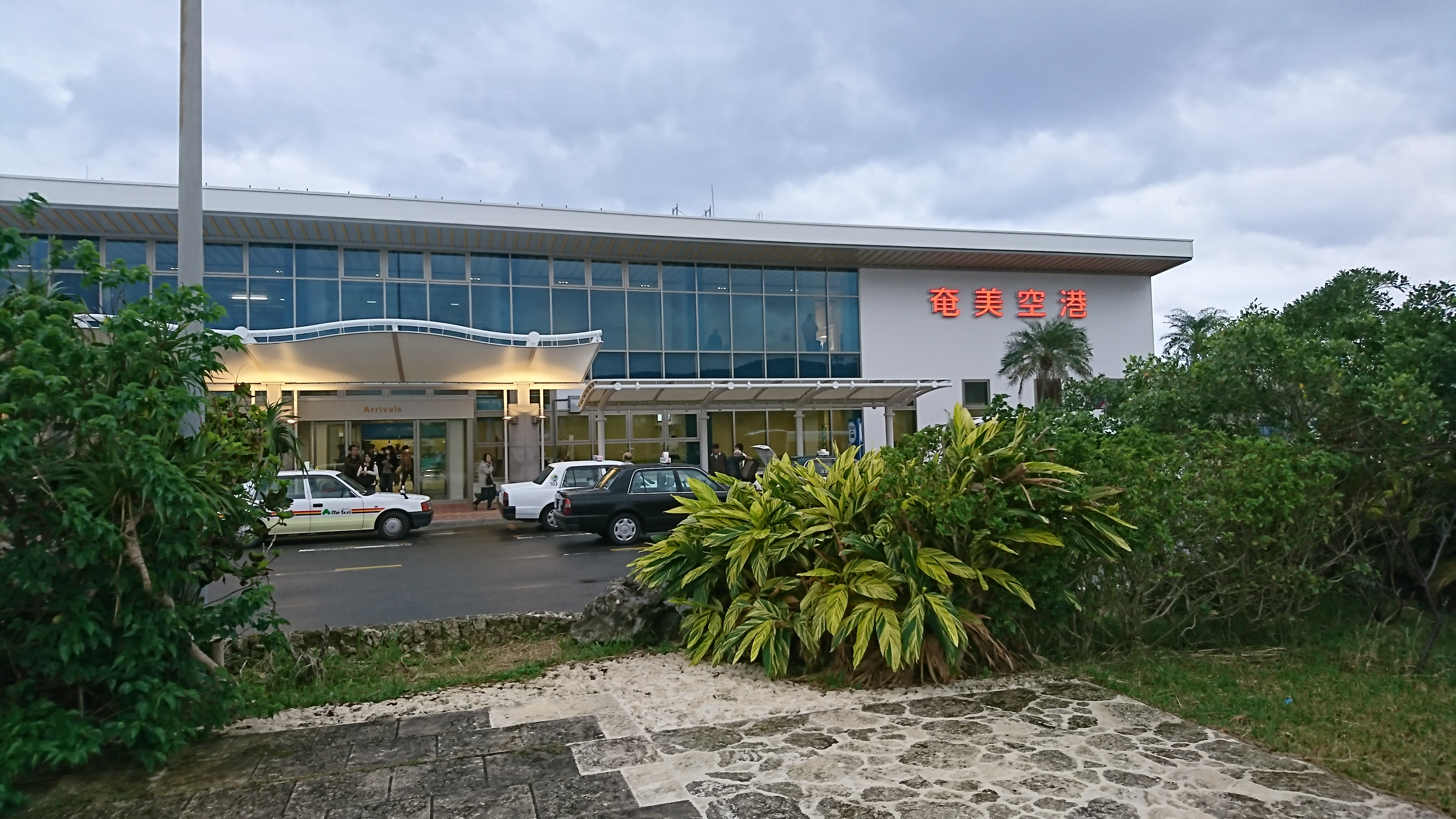
奄美空港ターミナルビル

奄美空港
- 日本航空（JAL）[6]
  - - 東京国際空港
  - - 大阪国際空港
  - - 福岡空港
  - - 鹿児島空港
  - - 喜界空港
  - - 徳之島空港
  - - 与論空港（与論行きのみ運航）
  - - 那覇空港（那覇発のみ運航）[7]
- スカイマーク（SKY）
  - - 鹿児島空港
- Peach Aviation（APJ）
  - - 成田国際空港
  - - 関西国際空港

### バス

#### バス路線
- しまバス(旧道の島交通)

各曜日の時間帯運転あり

### 道路

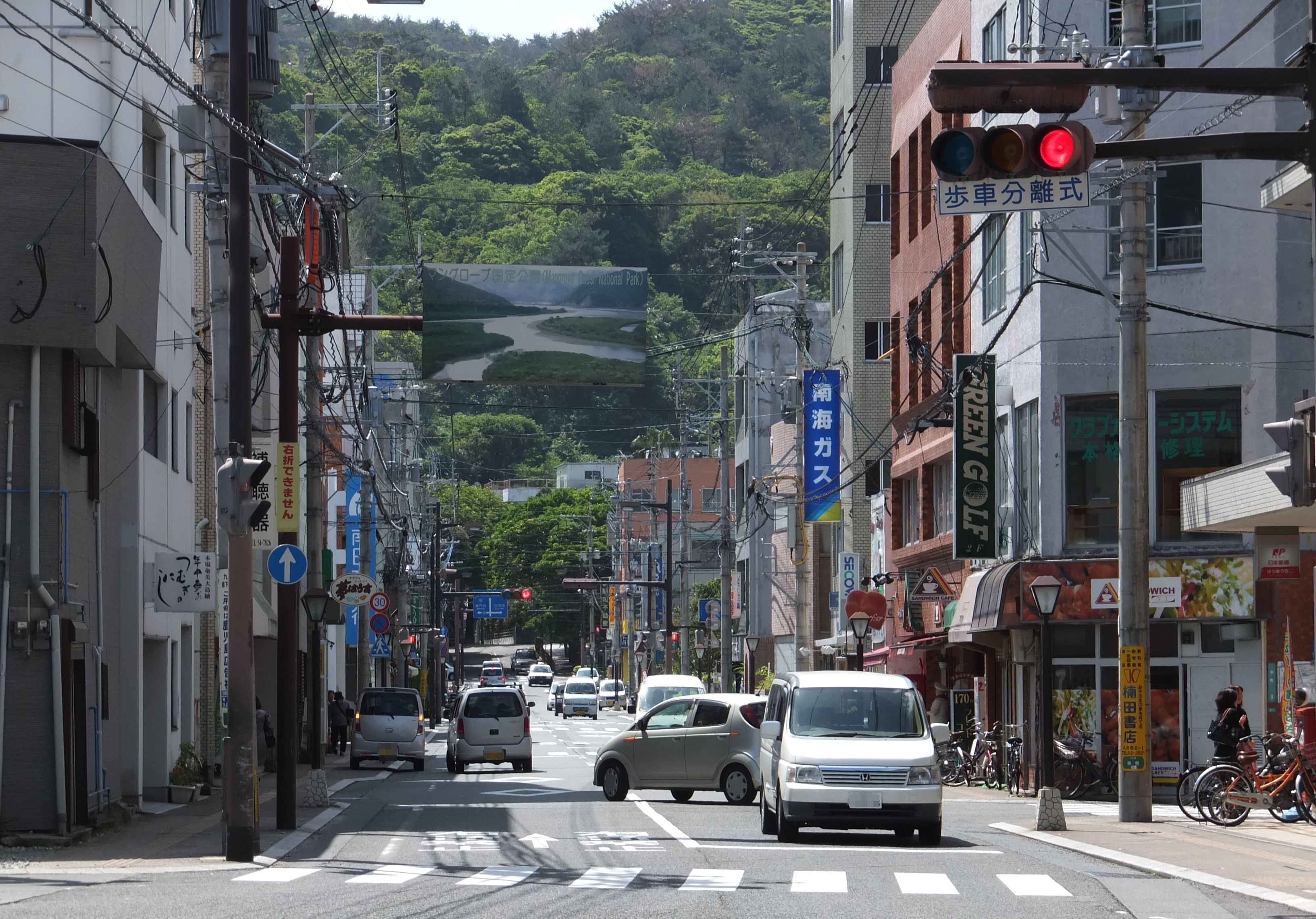
街中を通る鹿児島県道79号名瀬瀬戸内線

#### 国道
- 国道58号：道の駅奄美大島住用

#### 県道
主要地方道
- 鹿児島県道79号名瀬瀬戸内線
- 鹿児島県道81号名瀬竜郷線
- 鹿児島県道82号竜郷奄美空港線

一般県道
- 鹿児島県道601号佐仁万屋赤木名線
- 鹿児島県道602号佐仁赤木名線
- 鹿児島県道604号和光浦上線
- 鹿児島県道605号名瀬港線
- 鹿児島県道607号小湊朝戸線
- 鹿児島県道609号山間役勝線

#### 道の駅
- 道の駅奄美大島住用

### 港湾
名瀬港（名瀬新港）
- マリックスライン - 鹿児島航路

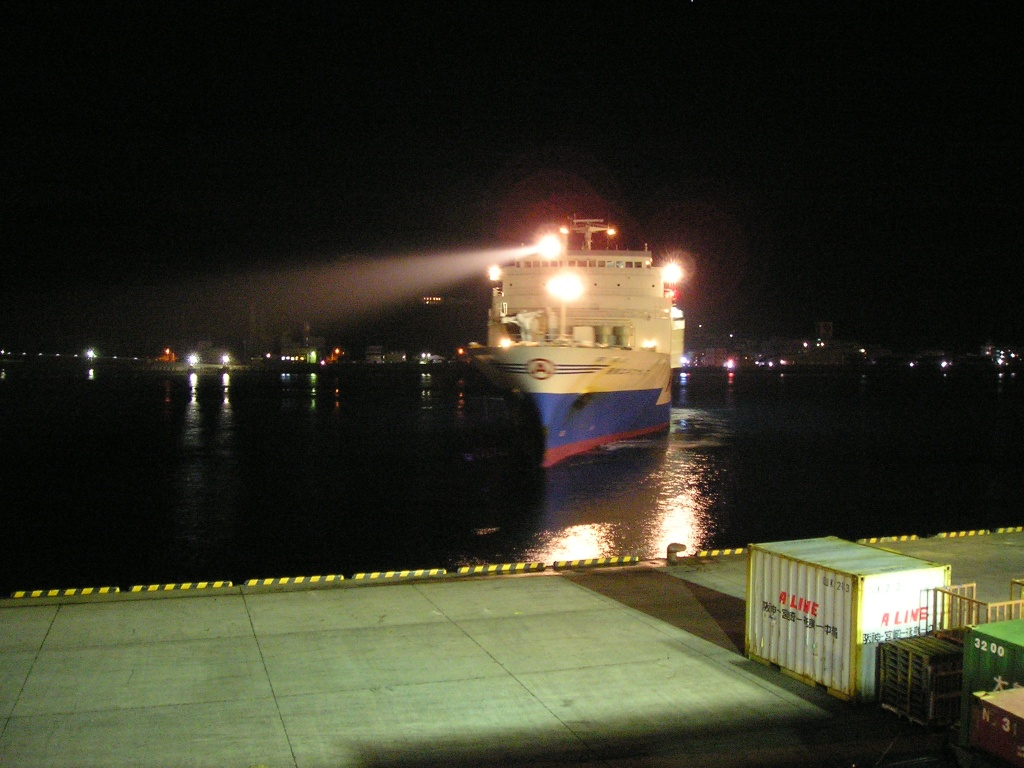
未明の名瀬港に入港する「琉球エキスプレス」（マルエーフェリー）

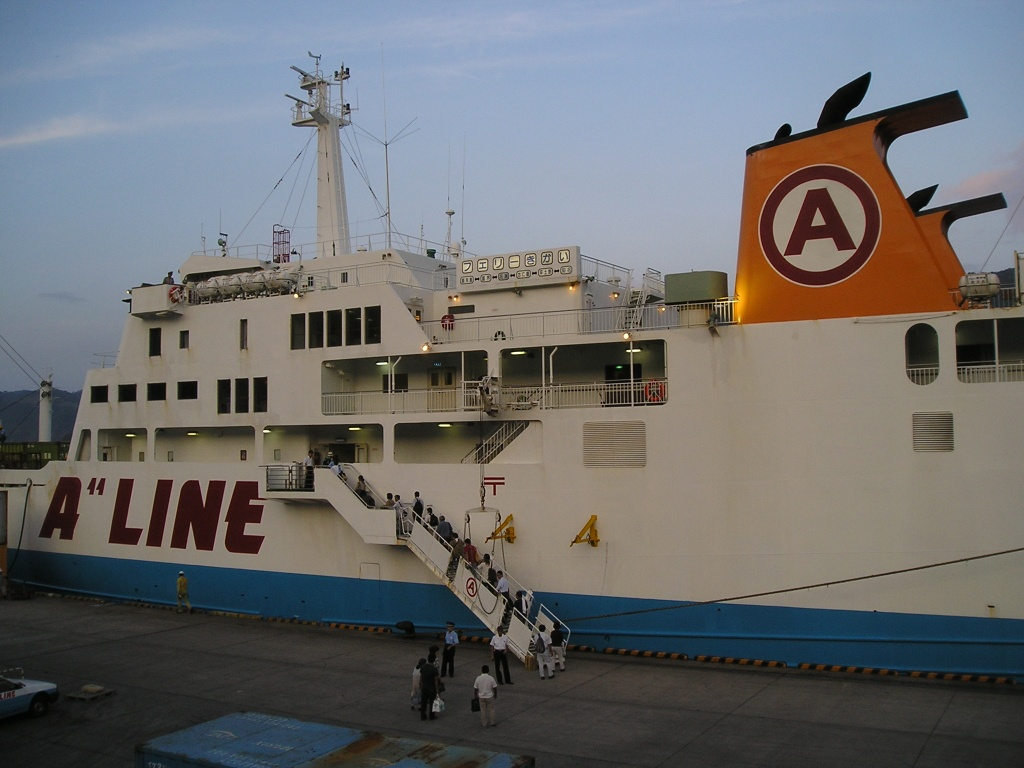
「フェリーきかい」（奄美海運）乗船風景（名瀬港）

  - 鹿児島港（新港） - 奄美大島（名瀬新港） - 徳之島（亀徳港） - 沖永良部島（和泊港） - 与論島（与論港） - 本部港 - 那覇港（那覇ふ頭）
- マルエーフェリー - 東京航路、阪神航路、鹿児島航路
  - 東京港（有明埠頭） - 志布志港 - 奄美大島（名瀬新港） - 那覇港（新港ふ頭）
  - 神戸港（六甲船客ターミナル） - 大阪港（南港） - 奄美大島（名瀬新港） - 徳之島（亀徳港） - 沖永良部島（和泊港） - 与論島（与論港） - 那覇港（新港ふ頭）
※奄美群島内の寄港地には寄港しないことがある。
  - 鹿児島港（新港） - 奄美大島（名瀬新港） - 徳之島（亀徳港） - 沖永良部島（和泊港） - 与論島（与論港） - 本部港 - 那覇港（那覇ふ頭）
- 奄美海運（マルエーフェリー系列） - 喜界航路
  - 鹿児島港（本港） - 喜界島（湾港） - 奄美大島（名瀬新港） - 奄美大島（古仁屋港） - 徳之島（平土野港） - 沖永良部島（知名港）
- 十島村 - 十島航路 
  - 鹿児島港（本港） - 口之島 - 平島 - 諏訪之瀬島 - 悪石島 - 小宝島 - 宝島 - 奄美大島（名瀬新港）

### ナンバープレート
ご当地ナンバーである奄美ナンバーが交付される（鹿児島運輸支局大島自動車検査登録事務所）。

## 情報・通信

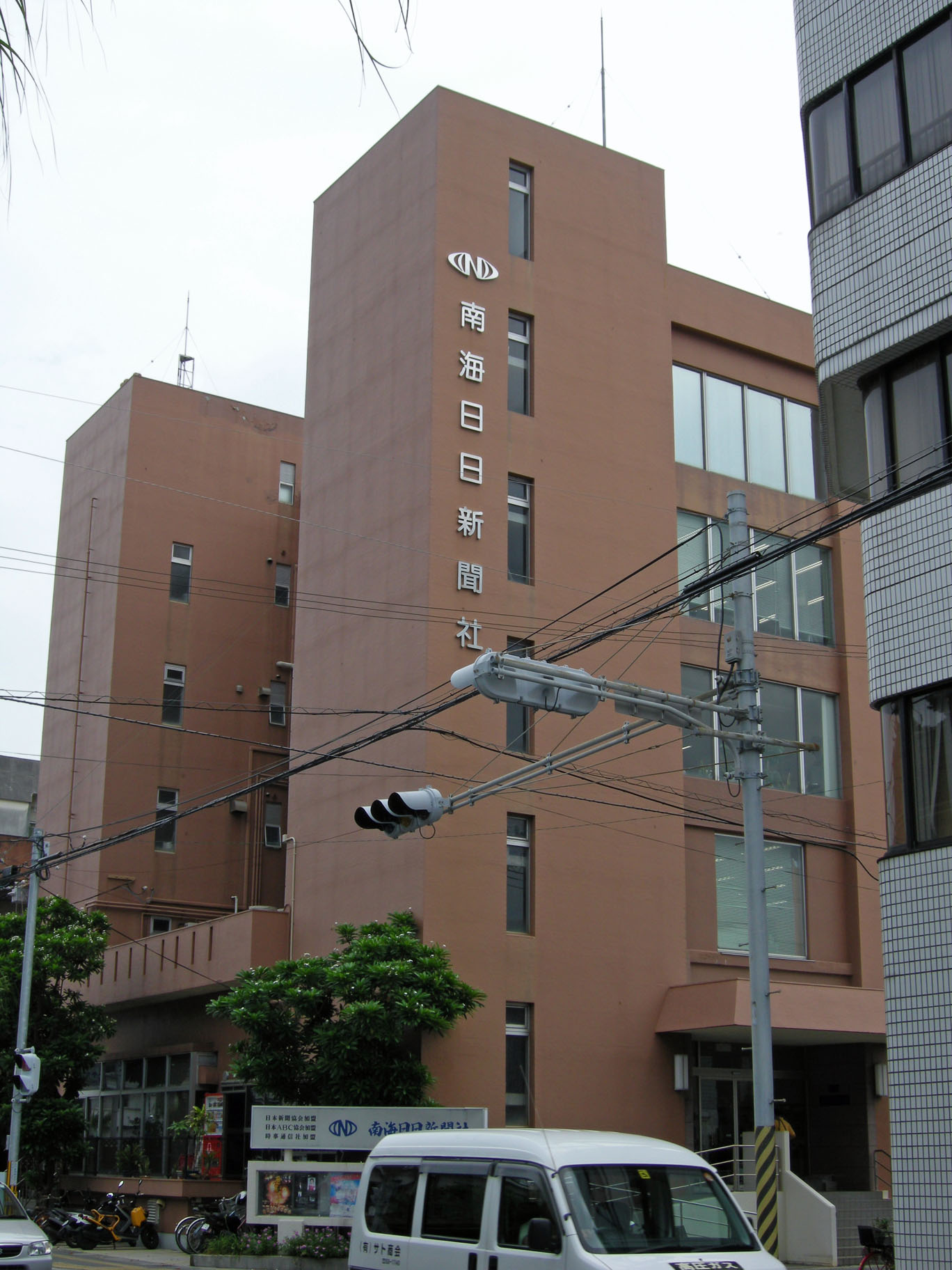
南海日日新聞本社

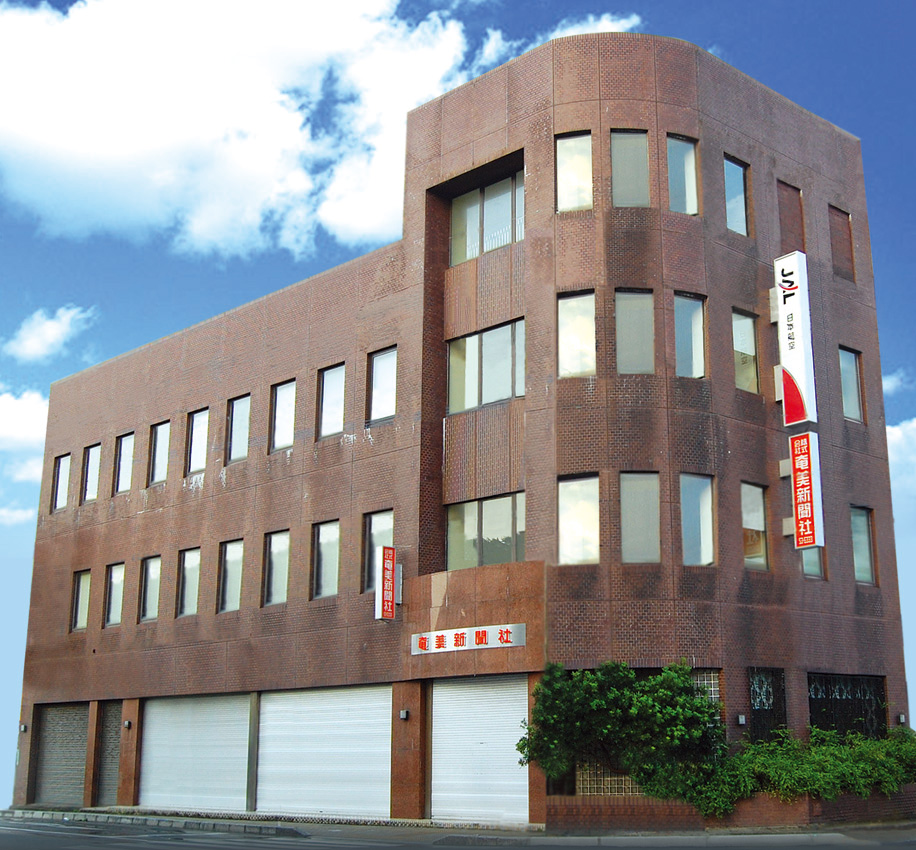
奄美新聞本社

### マスメディア

#### 新聞社
- 南海日日新聞
- 奄美新聞
- 南日本新聞大島支社
- 朝日新聞奄美支局
- 毎日新聞名瀬通信部
- 読売新聞鹿児島支局名瀬通信部
- 西日本新聞名瀬通信部
- 鹿児島建設新聞大島支局

#### 通信社
- 共同通信奄美大島通信部

#### 放送局
注:デジタルテレビは全て物理チャンネルを表示

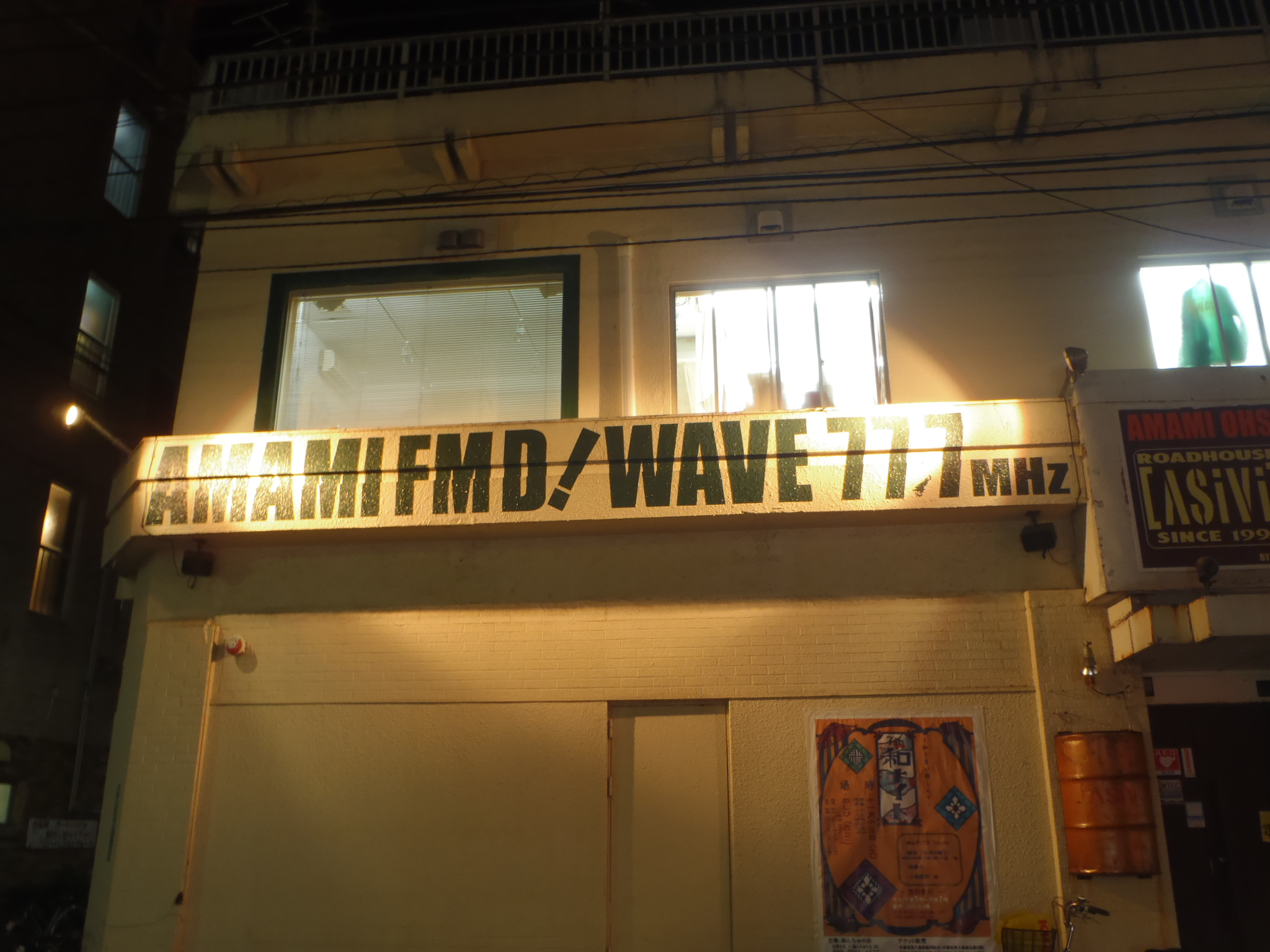
あまみエフエムスタジオ

- NHK鹿児島放送局（名瀬デジタル総合15ch・名瀬デジタル教育13ch）奄美支局
- MBC南日本放送（名瀬デジタル16ch）名瀬支局
- KTS鹿児島テレビ放送（名瀬デジタル18ch）奄美支局
- KKB鹿児島放送（名瀬デジタル14ch）名瀬支局
- KYT鹿児島讀賣テレビ（名瀬デジタル17ch）
- NHKラジオ第1（792kHz・81.3MHz）
- NHKラジオ第2（1602kHz）
- MBCラジオ（1449kHz）
- NHK-FM（82.2MHz）
- あまみエフエム（77.7MHz）

ケーブルテレビ放送
- 奄美テレビ放送

## 生活基盤

### ライフライン

#### 電信
市外局番：0997
- NTT西日本（DoCoMo）
- KDDI（au）
- ソフトバンク
  - ワイモバイル

#### インターネット
- フレッツ

## 観光

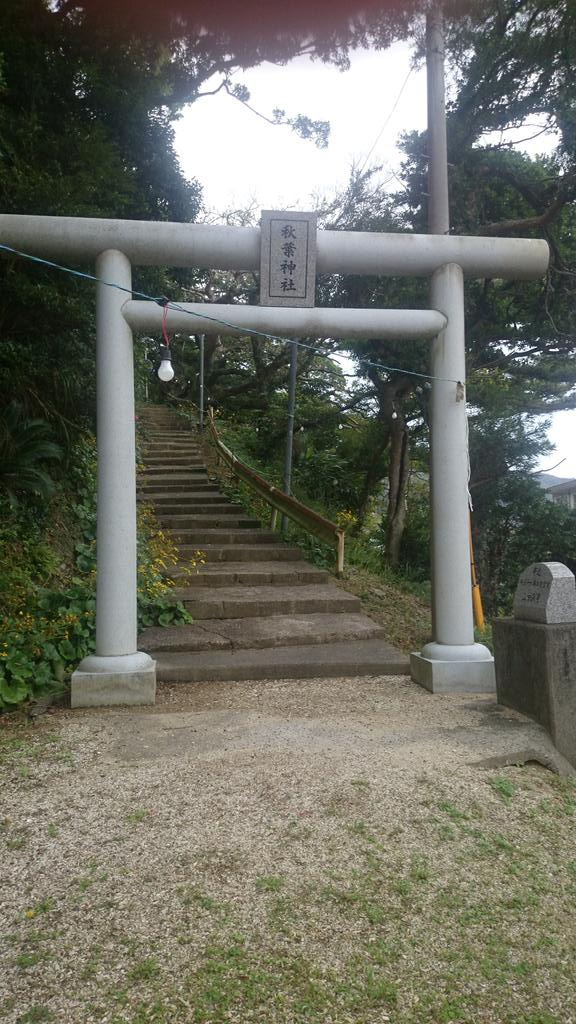
赤木名城

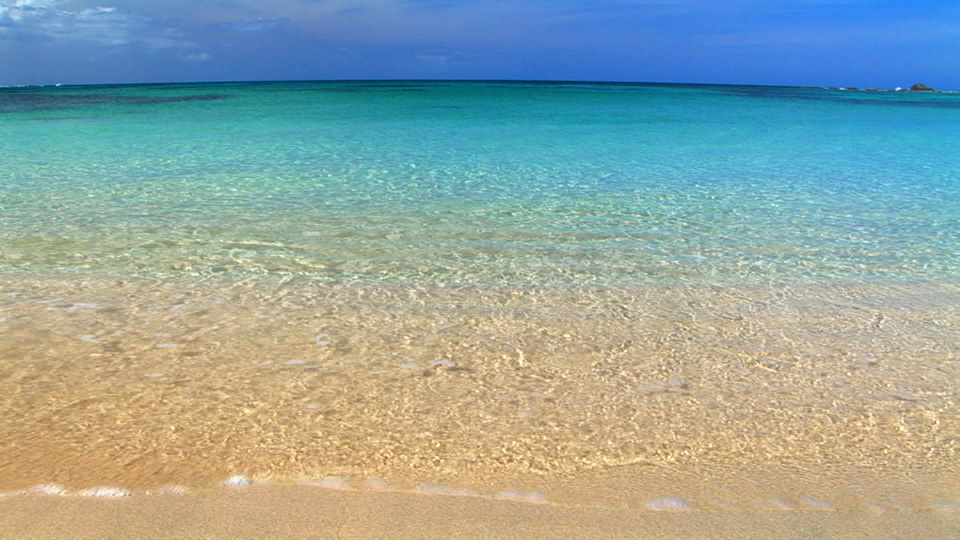
奄美市笠利町宇宿の土盛海岸

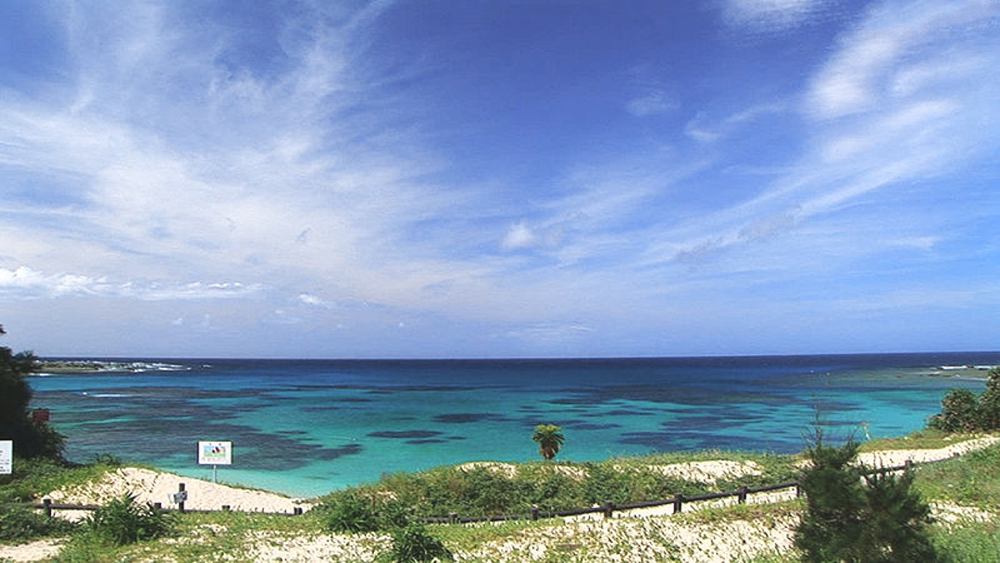
土盛海岸

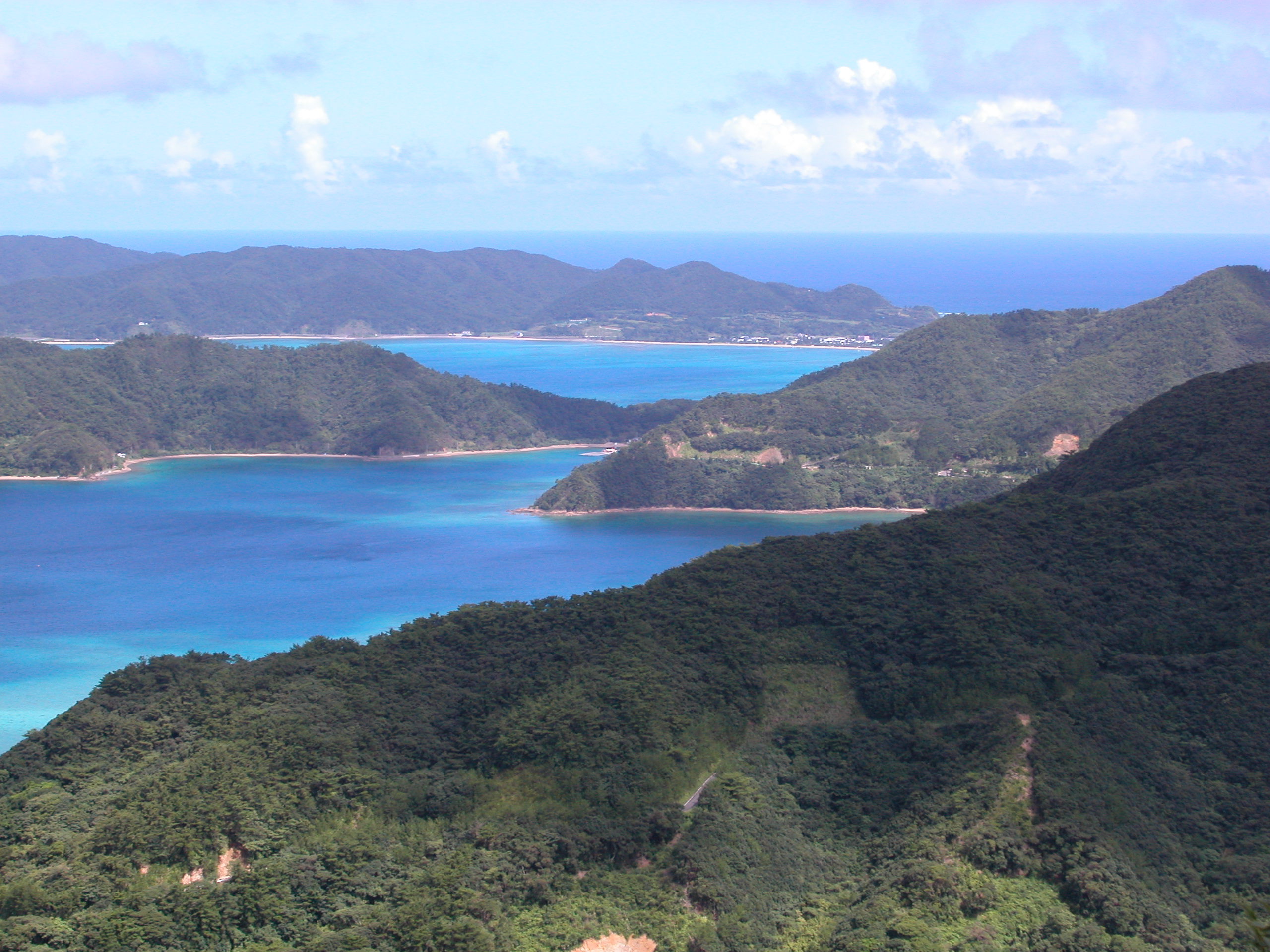
奄美市北部の海岸風景

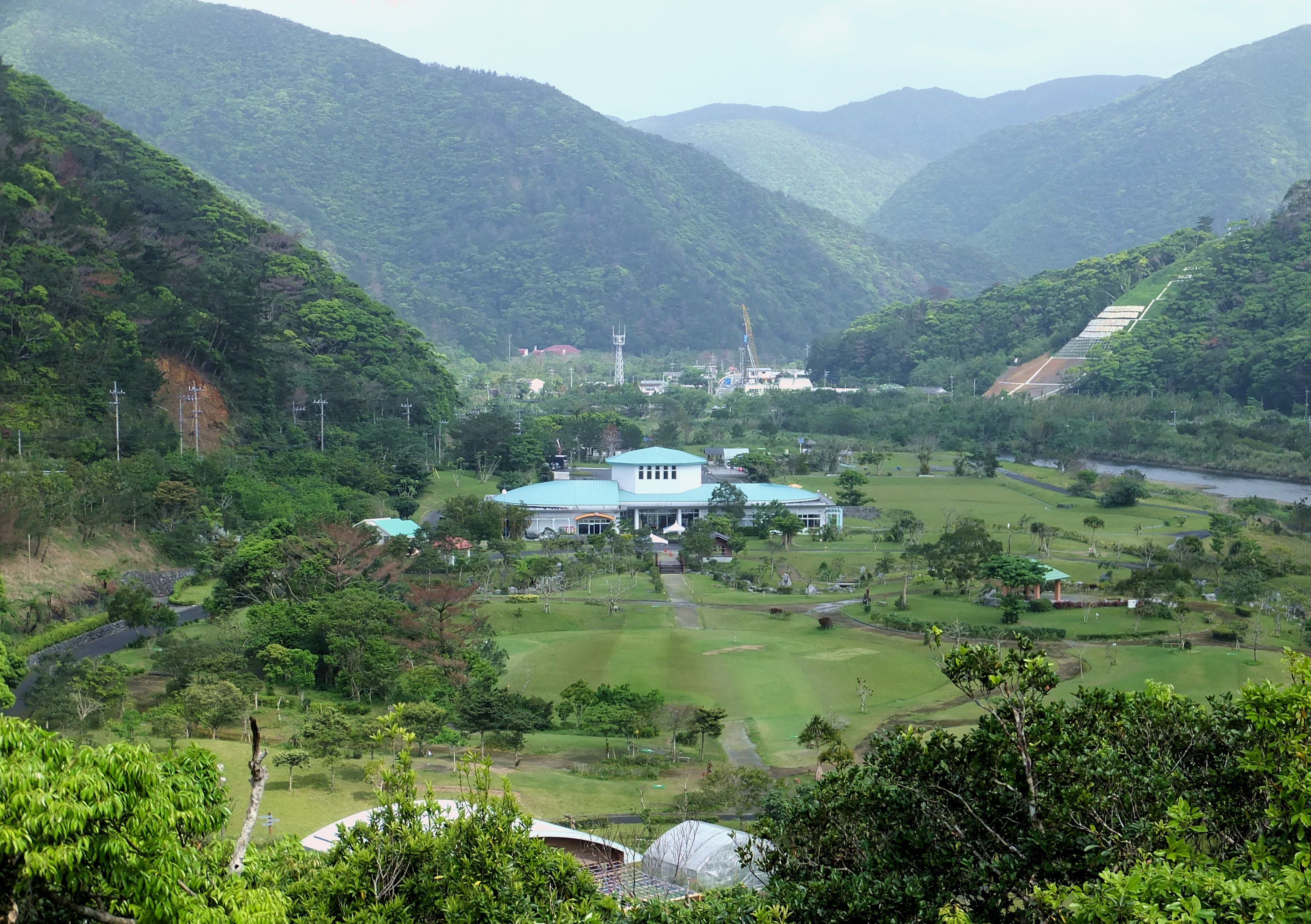
黒潮の森マングローブパーク

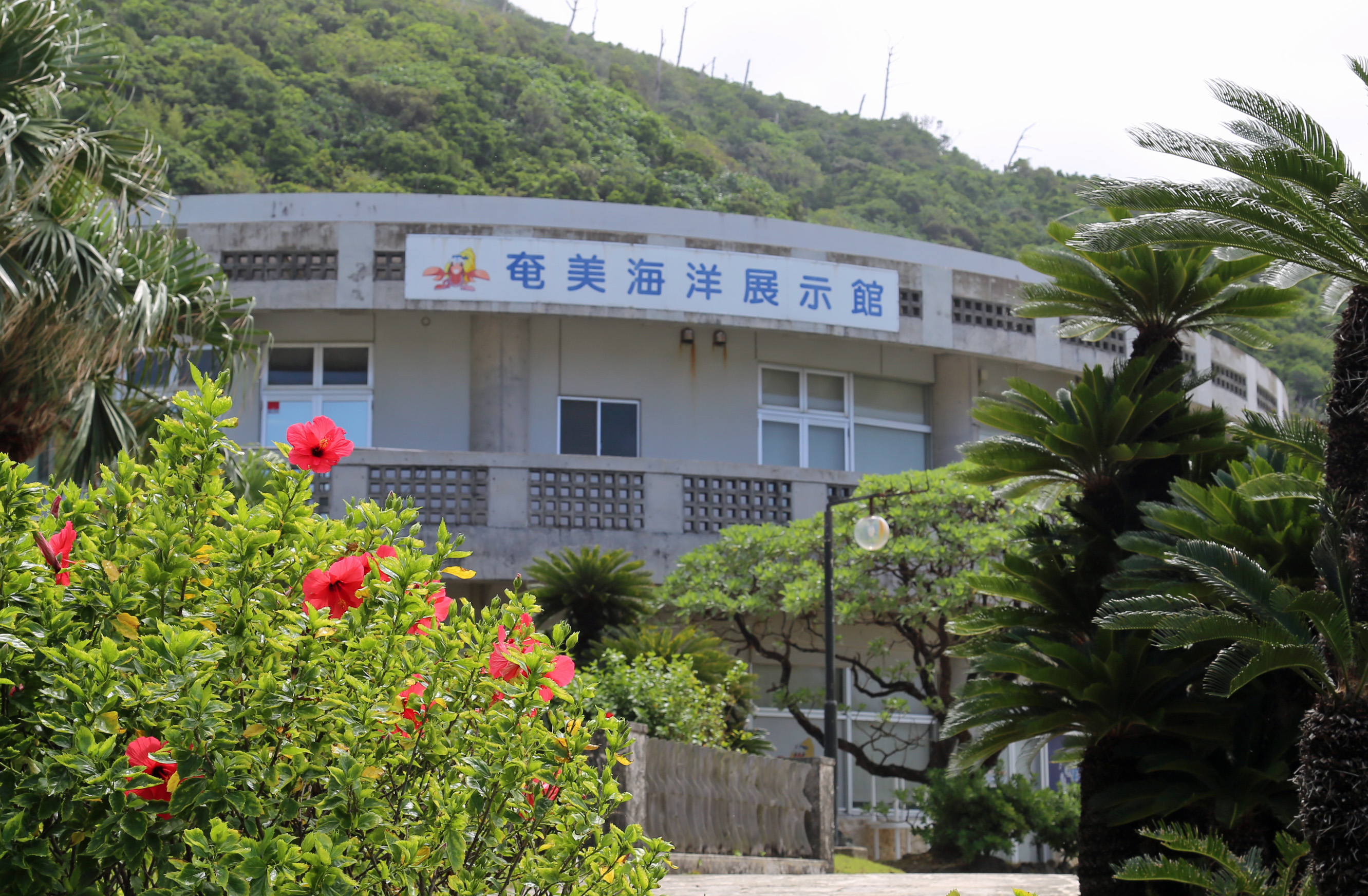
奄美海洋展示館（名瀬）

### 名所・旧跡
城郭
- 赤木名城（グスク）
- 石原ヨシハラウエノ遺跡（グスク）

神社
- 秋葉神社
- 有盛神社
- 高千穂神社

教会
- カトリック名瀬聖心教会

主な史跡
- 田中一村住居跡

### 観光スポット
- 大浜海浜公園（日本の渚百選）
- 奄美海洋展示館
- タラソ奄美の竜宮（タラソテラピー施設、2006年12月に開館、2023年6月から休館[8]）
- 金作原原生林
- 本場奄美大島紬泥染公園
- 奄美市立奄美博物館
- 奄美市立歴史民俗資料館
- 奄美観光ハブセンター
- おがみ山公園
- 住用地区マングローブ原生林
- あやまる岬
- 蒲生崎観光公園
- 奄美パーク
  - 田中一村記念美術館
- 黒潮の森マングローブパーク
- タンギョの滝

## 文化・名物

### 祭事・催事
- 奄美まつり（8月初旬）
- 招魂祭（10月）
- 日本復帰記念の集い（12月25日）

### 名産・特産
- 大島紬
- ハブ皮製品
- 農産品（タンカン・パッションフルーツ・スモモ）
- 黒糖焼酎
- 花田のミキ
- 蘇鉄味噌
- がじゃ豆
- 奄美大島の天然水　あまいろ

## 出身著名人

### 歌手
- 田中亜衣里（元スパークリング☆ポイント）
- 里明日香（元スパークリング☆ポイント）
- 中孝介
- 我那覇美奈
- 城南海
- カサリンチュ
- 里アンナ
- 西平せれな（シンガーソングライター、パーカッショニスト）
- 平田輝（シンガーソングライター、元ネリヤ☆カナヤ）
- 森田ケーサク（DOESドラム）

### 俳優
- 大塚みな
- 一三
- 谷村好一
- 米山善吉

### スポーツ
- 伊波興輝（大相撲力士）
- 上野弘文（元プロ野球選手）
- 栄和人（至学館大学レスリング部監督）
- 里山浩作（元大相撲力士）
- 林下詩美（女子プロレスラー）

### その他
- 徳田毅（元衆議院議員）
- 日置孝次郎（民俗学者）
- 藤田文江（詩人）
- 山口達也（NHKアナウンサー）